# 鈴木武蔵
鈴木 武蔵（すずき むさし、1994年2月11日 - ）は、ジャマイカ・モンテゴ・ベイ生まれ、群馬県太田市出身のプロサッカー選手。Jリーグ・横浜FC所属。ポジションはフォワード（FW）。元日本代表。
ジャマイカ人の父と日本人の母を持つ。血液型B型。既婚。NPO法人Hokkaido Dream代表理事。

## 来歴

### プロ入り前
中学時代はFCおおたジュニアユースの初代団員として活躍。
桐生第一高等学校に進学後、あまりに荒削りなプレーを見かねた総監督の小林勉から徹底的な基礎練習を命じられ、1年生の頃は全く公式戦に出場しなかった。
2011年末、第90回全国高等学校サッカー選手権大会群馬県大会決勝で5連覇中だった前橋育英高等学校を下し、全国大会に出場。初戦島根県立大社高等学校戦でハットトリックを達成するなど、初出場ながらベスト8まで進出したチームの躍進を支え、大会優秀選手に選出された。

### アルビレックス新潟
2012年、アルビレックス新潟に入団。リーグ開幕直前に右膝半月板を損傷し出遅れたものの、4月4日のヤマザキナビスコカップ清水エスパルス戦で公式戦デビュー。グループリーグ最終節大宮アルディージャ戦では、0-3からの逆転劇を締めくくる決勝ゴールを決め、公式戦初得点を記録した。
2013年、開幕直後に左足関節を捻挫し、約2ヶ月間の離脱を余儀なくされたが、復帰初戦となったJ1第13節川崎フロンターレ戦でリーグ戦初得点を記録した。2015年からは背番号を19に変更したものの、なかなか結果を出せず8月3日に水戸ホーリーホックへの期限付き移籍が発表された
翌2016年、新潟に復帰。2017年は矢野貴章の新潟復帰により、背番号19を譲り49に変更。8月17日に松本山雅FCへ期限付き移籍が発表されたが、スタメンには定着できず9試合無得点に終わった。

### V・ファーレン長崎
2018年よりV・ファーレン長崎へ完全移籍。9月15日、J1第26節・対名古屋グランパス戦でプロ入り後リーグ戦初ハットトリックを達成した。チームは最下位となりJ1残留とはならなかったが、リーグ戦通算で11得点とプロ入り後自身初の2ケタ得点を達成した。

### 北海道コンサドーレ札幌
2019年より北海道コンサドーレ札幌へ完全移籍。3月2日、第2節の浦和レッズ戦で移籍後初得点を含む2得点を決めて勝利に貢献した。さらに、ホーム開幕戦となる第3節清水エスパルス戦でも先制点とPKを獲得して勝利した。この活躍が認められ、3月14日には日本代表に初選出された。この年はリーグ戦通算で13得点を決め、2年連続となる2桁得点を達成した。また、ルヴァンカップではチームの準優勝に貢献し、自身は7得点を決め大会得点王となった。

### KベールスホットVA
2020年8月18日、ベルギー1部のKベールスホットVAへの完全移籍が発表された。8月30日、第4節のスタンダール・リエージュ戦でベルギーデビューを果たした。背番号は10。9月18日、第6節のシャルルロワSC戦で移籍後初ゴールを決めた。10月31日、第11節のOHルーヴェン戦では2試合連続得点を決めて勝利に貢献した。
2021-2022シーズンは得点力不足と最下位に沈むチームの中で自身の得点数が伸びないシーズンを送っている。背番号10を着用したが、25試合出場1得点で不振に終わり、チームも2部リーグに降格した。

### ガンバ大阪
2022年6月30日、J1のガンバ大阪に完全移籍加入することが発表された。チームは低迷。
2023年も残留争いをする低迷したチームで活躍はなかった。これにより3年連続で全公式戦通算で得点が1点に留まった。

### 北海道コンサドーレ札幌（第2次）
2024年、古巣・J1の北海道コンサドーレ札幌に期限付き移籍で加入した。リーグ戦の初ゴールは第24節と得点は伸びず、チームは下位に低迷しJ2降格となった。

### 横浜FC
2025年、横浜FCに完全移籍で加入した。

### 日本代表
2010年、桐生第一高校サッカー部監督・小林勉の「面白いやつがいるから見てみてよ」という進言により、吉武博文率いるU-16日本代表に選出され、国際ユースサッカーin新潟に出場。それまでは無名の選手であったにも関わらず、3試合で3得点を挙げる大活躍を見せ、一躍注目を浴びた。
2011年、FIFA U-17ワールドカップ直前のスロバキア遠征で肋骨2本と腰椎を骨折する大怪我を負ったが、本大会を戦うU-17日本代表に選出され、計4試合に出場。得点こそなかったものの、爆発的なスピードで対戦国の選手を圧倒し、自国開催だった1993年大会以来となる18年ぶりのベスト8進出に貢献した。
2012年、U-19日本代表に選出され、AFC U-22アジアカップ予選に参加。第1戦マカオ戦でハットトリックを達成し勝利に貢献したが、この試合で左足関節脱臼骨折の重傷を負い全治4ヶ月と診断され、残りシーズンの大半を棒に振った。
2013年、U-20日本代表の一員として参加した第6回東アジア競技大会では、3試合3得点の活躍で日本の銅メダル獲得に貢献した。
2016年、リオ五輪最終予選兼AFC U-23選手権2016のメンバーに選出。グループリーグ第2戦のU-23タイ代表戦では決勝トーナメント進出を決める貴重な先制点を挙げた。7月3日、リオデジャネイロオリンピックのメンバーである久保裕也がクラブとの兼ね合いで代表を辞退して、バックアップメンバーの鈴木が追加招集された。初戦のナイジェリア戦では途中出場で得点を挙げた。2試合1得点と結果を残したが、チームはグループリーグ敗退となった。
2019年、クラブでのリーグ戦開幕3試合3得点の活躍が評価され日本代表に初選出される。北海道コンサドーレ札幌所属の選手としてA代表に選出されたのは1999年の吉原宏太以来2人目。3月22日のコロンビア戦で先発起用され、代表初出場を果たした。同年6月にも代表に招集されるもリーグ戦で内転筋を負傷し代表を辞退している。12月にはEAFF E-1サッカー選手権2019のメンバーに選出され、初戦の中国戦にてA代表初得点を決めた。

## 人物・エピソード
- 『武蔵』という名前は、鈴木の母が「武士のように強く生きてほしい」という思いから名付けたもので、鈴木本人も「一番好きですし格好いい」と気に入っている[23][32]。
- 高校生の時点で50m走のタイムは5秒9だった[32]。また体力測定で垂直跳びを行った際は、測定機器の限界値である90cmをオーバーし測定不能となった[32]。
- V・ファーレン長崎に所属していたとき、同クラブの髙田明元社長（元ジャパネットたかた社長）のモノマネをして話題になった。本人の公認を受けているらしく、北海道コンサドーレ札幌に移籍後も度々披露している。
- 2021年2月『ムサシと武蔵』を出版。群馬では小学生の時から、クラスメイトや大人からいじめを受けてきたことを明かした。所属していたサッカー少年団では「汚いからパス出すな」といじめを受けた事があり、ハーフであることがコンプレックスだったという。「鏡に映る自分を見るのが嫌だったし、『なんで自分だけ肌の色が違うの？』といつも悩んでいました。『白くなりたい』『周りと同じ色になりたい』と思っていて、おばあちゃんの化粧台の引き出しにあったシッカロール（ベビーパウダー）を全身に塗りたくって、肌を白くしようともしました。でも、シャワーを浴びればみるみるうちに元の色に戻ってしまう。それが本当に悲しかった。何度もやればいずれは白くなるんじゃないかと思ったけど、結局は変わらなかった」白く濁って流れる水、鏡に映る元の自分の姿を見るとより悲しみは大きくなった。学校から泣きながら帰っても、母に見られないように玄関で涙を拭ってから帰宅していた[33]。「何を言われても明るく振る舞い、優等生になれば、誰も僕の悪口を言わなくなる。自分の感情は消して、周囲と調和するしか道はないと思い、『明るくて良い子』を演じるようになりました。中学の時には学級委員長に立候補するなど、周りと軋轢（あつれき）を生まないようにすることばかり考えていました」と話した[34]。
- 試合で活躍できないと、ＳＮＳなどに「ジャマイカで代表をやれ」「あの見た目で日本代表なんて」と差別的な言葉を書き込まれた[33]。
- 「いじめや差別はする側が100パーセント悪い、でも完全に無くなることはない」と話した[33]。
- 2024年4月ごろに父を亡くしている[35]。
- 2024年シーズン、チームは残留争いで低迷し、自身はリーグ戦では無得点が続いた。試合中の暗い表情に加えて「自分一人でどうにかする」と話しており[36]、メンタル面を心配する声もあがる中、クラブOBの吉原宏太は「今年に懸ける思いはよく分かるが、観ていて表情に余裕がない。中盤でボールを追う姿勢はいいが、そこでパワーを使い、シュートの時の余力がなくなっている。「点を取ればいいんでしょ」と中盤は仲間に任せ、ゴール前だけ仕事するくらいの気持ちでやっていいと思う。能力は間違いなく日本トップクラスだから。武蔵がもうひと花咲かせて厳しい今季を乗り切れたら、クラブとしてもステップアップできる」と話した[37]

## 所属クラブ
- 200?年 - 2005年 太田市立韮川西小学校サッカースポーツ少年団
- 2006年 - 2008年 FCおおたジュニアユース（太田市立太田北中学校）
- 2009年 - 2011年 桐生第一高等学校
- 2012年 - 2017年 アルビレックス新潟
  - 2014年2月 - 2015年 Jリーグ・アンダー22選抜
  - 2015年8月 - 同年12月 水戸ホーリーホック（期限付き移籍）
  - 2017年8月 - 同年12月 松本山雅FC（期限付き移籍）
- 2018年 V・ファーレン長崎
- 2019年 - 2020年8月 北海道コンサドーレ札幌
- 2020年 - 2022年6月 KベールスホットVA
- 2022年6月 - ガンバ大阪
  - 2024年 北海道コンサドーレ札幌　(期限付き移籍)
- 2025年 - 横浜FC

## 個人成績
| 国内大会個人成績 | 国内大会個人成績 | 国内大会個人成績 | 国内大会個人成績 | 国内大会個人成績 | 国内大会個人成績 | 国内大会個人成績 | 国内大会個人成績 | 国内大会個人成績 | 国内大会個人成績 | 国内大会個人成績 | 国内大会個人成績 |
| 年度             | クラブ           | 背番号           | リーグ           | リーグ戦         | リーグ戦         | リーグ杯         | リーグ杯         | オープン杯       | オープン杯       | 期間通算         | 期間通算         |
| 年度             | クラブ           | 背番号           | リーグ           | 出場             | 得点             | 出場             | 得点             | 出場             | 得点             | 出場             | 得点             |
| 日本             | 日本             | 日本             | 日本             | リーグ戦         | リーグ戦         | リーグ杯         | リーグ杯         | 天皇杯           | 天皇杯           | 期間通算         | 期間通算         |
| ---------------- | ---------------- | ---------------- | ---------------- | ---------------- | ---------------- | ---------------- | ---------------- | ---------------- | ---------------- | ---------------- | ---------------- |
| 2012             | 新潟             | 28               | J1               | 9                | 0                | 3                | 1                | 0                | 0                | 12               | 1                |
| 2013             | 新潟             | 28               | J1               | 15               | 2                | 2                | 0                | 1                | 0                | 18               | 2                |
| 2014             | 新潟             | 28               | J1               | 29               | 3                | 6                | 3                | 2                | 3                | 37               | 9                |
| 2015             | 新潟             | 19               | J1               | 13               | 1                | 2                | 0                | -                | -                | 15               | 1                |
| 2015             | 水戸             | 40               | J2               | 6                | 2                | -                | -                | 3                | 1                | 9                | 3                |
| 2016             | 新潟             | 19               | J1               | 14               | 0                | 1                | 1                | 3                | 0                | 18               | 1                |
| 2017             | 新潟             | 49               | J1               | 17               | 1                | 5                | 0                | 2                | 0                | 24               | 1                |
| 2017             | 松本             | 50               | J2               | 9                | 0                | -                | -                | 0                | 0                | 9                | 0                |
| 2018             | 長崎             | 11               | J1               | 29               | 11               | 0                | 0                | 2                | 1                | 31               | 12               |
| 2019             | 札幌             | 9                | J1               | 33               | 13               | 6                | ７               | 0                | 0                | 39               | 20               |
| 2020             | 札幌             | 9                | J1               | 4                | 5                | 1                | 1                | -                | -                | 5                | 6                |
| ベルギー         | ベルギー         | ベルギー         | ベルギー         | リーグ戦         | リーグ戦         | リーグ杯         | リーグ杯         | ベルギー杯       | ベルギー杯       | 期間通算         | 期間通算         |
| 2020-21          | ベールスホット   | 10               | ジュピラー       | 26               | 6                | -                | -                | 1                | 0                | 27               | 6                |
| 2021-22          | ベールスホット   | 10               | ジュピラー       | 25               | 1                | -                | -                | 1                | 0                | 26               | 1                |
| 日本             | 日本             | 日本             | 日本             | リーグ戦         | リーグ戦         | リーグ杯         | リーグ杯         | 天皇杯           | 天皇杯           | 期間通算         | 期間通算         |
| 2022             | G大阪            | 45               | J1               | 9                | 1                | -                | -                | -                | -                | 9                | 1                |
| 2023             | G大阪            | 9                | J1               | 20               | 1                | 4                | 0                | 0                | 0                | 24               | 1                |
| 2024             | 札幌             | 7                | J1               | 32               | 6                | 2                | 1                | 0                | 0                | 34               | 7                |
| 2025             | 横浜FC           | 7                | J1               |                  |                  |                  |                  |                  |                  |                  |                  |
| 通算             | 日本             | 日本             | J1               | 224              | 44               | 32               | 14               | 10               | 4                | 266              | 62               |
| 通算             | 日本             | 日本             | J2               | 15               | 2                | -                | -                | 3                | 1                | 18               | 3                |
| 通算             | ベルギー         | ベルギー         | ジュピラー       | 51               | 7                | -                | -                | 2                | 0                | 53               | 7                |
| 総通算           | 総通算           | 総通算           | 総通算           | 290              | 53               | 32               | 14               | 15               | 5                | 337              | 72               |

その他の公式戦
| 2014   | J-22   | -      | J3     | 1 | 0 | 1 | 0 |
| 2015   | J-22   | -      | J3     | 2 | 0 | 2 | 0 |
| 通算   | 日本   | 日本   | J3     | 3 | 0 | 3 | 0 |
| 総通算 | 総通算 | 総通算 | 総通算 | 3 | 0 | 3 | 0 |

### 出場・得点記録
- 公式戦初出場 - 2012年4月4日 ナビスコカップ予選リーグ第2節 vs清水エスパルス（IAIスタジアム日本平）
- Jリーグ初出場 - 2012年5月19日 J1第12節 vsジュビロ磐田（東北電力ビッグスワンスタジアム）
- 公式戦初得点 - 2012年6月27日 ナビスコカップ vs大宮アルディージャ（東北電力ビッグスワンスタジアム）
- Jリーグ初得点 - 2013年5月25日 J1第13節 vs川崎フロンターレ（等々力陸上競技場）
- ジュピラー・プロ・リーグ初出場 - 2020年8月30日 第4節 vsスタンダール・リエージュ（オリンピスフ・スタディオン）
- ジュピラー・プロ・リーグ初得点 - 2020年9月18日 第6節 vsシャルルロワSC（スタッド・デュ・ペイ・ド・シャルルロワ）

ハットトリック
- 2014年7月13日 天皇杯2回戦 vsサウルコス福井（テクノポート福井スタジアム）
- 2018年9月15日 J1第26節 vs名古屋グランパス（パロマ瑞穂スタジアム）
- 2019年4月10日 ルヴァンカップ予選リーグ第3節 vs湘南ベルマーレ（札幌ドーム）

## タイトル

### クラブ
桐生第一高等学校
- 全国高等学校サッカー選手権大会群馬県大会：1回（2011年）

### 代表
U-23日本代表
- AFC U-23選手権：1回（2016年）

### 個人
- 全国高等学校サッカー選手権大会 優秀選手（2011年）
- Jリーグカップ・得点王（2019年）

## 代表歴
- 国際Aマッチ初出場 - 2019年3月22日 キリンチャレンジカップ2019 vsコロンビア代表（日産スタジアム）
- 国際Aマッチ初得点 - 2019年12月10日 EAFF E-1サッカー選手権2019 vs中国代表（九徳総合運動場）

### 出場大会
- U-16日本代表
  - 国際ユースサッカーin新潟（2010年）
  - 豊田国際ユースサッカー大会（2010年）
- U-17日本代表
  - スロバキアカップ（2011年）
  - FIFA U-17ワールドカップ（2011年）
- U-18日本代表
  - Traditional Winter Tournament Israel（2011年）
- 日本高校サッカー選抜
  - NEXT GENERATION MATCH（2012年）
- U-19日本代表
  - AFC U-22アジアカップ予選（2012年）
  - アルクディア国際ユースサッカートーナメント（2013年）
- U-20日本代表
  - 東アジア競技大会（2013年）
- U-21日本代表
  - AFC U-22アジアカップ2013（2013年）
  - アジア競技大会（2014年）
- U-22日本代表
  - AFC U-23選手権2016 (予選)（2015年）
- U-23日本代表
  - AFC U-23選手権2016（2016年）
  - キリンチャレンジカップ（2016年）
  - リオデジャネイロオリンピック（2016年） - 追加招集
- 日本代表
  - キリンチャレンジカップ（2019年）
  - 2022 FIFAワールドカップ・アジア2次予選（2019年）
  - EAFF E-1サッカー選手権2019（2019年）

### 試合数
- 国際Aマッチ 9試合 1得点（2019年 - 2020年）

| 日本代表 | 国際Aマッチ | 国際Aマッチ |
| 年       | 出場        | 得点        |
| -------- | ----------- | ----------- |
| 2019     | 7           | 1           |
| 2020     | 2           | 0           |
| 通算     | 9           | 1           |

### 出場
| No. | 開催日         | 開催都市   | スタジアム                       | 対戦国           | 結果 | 監督   | 大会                                                            |
| --- | -------------- | ---------- | -------------------------------- | ---------------- | ---- | ------ | --------------------------------------------------------------- |
| 1.  | 2019年3月22日  | 横浜       | 日産スタジアム                   | コロンビア       | ●0-1 | 森保一 | キリンチャレンジカップ2019                                      |
| 2.  | 2019年3月26日  | 神戸       | ノエビアスタジアム神戸           | ボリビア         | ○1-0 | 森保一 | キリンチャレンジカップ2019                                      |
| 3.  | 2019年9月10日  | ヤンゴン   | トゥウンナ・スタジアム           | ミャンマー       | ○2-0 | 森保一 | 2022 FIFAワールドカップ・アジア2次予選兼AFCアジアカップ2023予選 |
| 4.  | 2019年11月14日 | ビシュケク | ドレン・オムルザコフ・スタジアム | キルギス         | ○2-0 | 森保一 | 2022 FIFAワールドカップ・アジア2次予選兼AFCアジアカップ2023予選 |
| 5.  | 2019年11月19日 | 吹田       | パナソニックスタジアム吹田       | ベネズエラ       | ●1-4 | 森保一 | キリンチャレンジカップ2019                                      |
| 6.  | 2019年12月10日 | 釜山       | 九徳総合運動場                   | 中国             | ○2-1 | 森保一 | EAFF E-1サッカー選手権2019                                      |
| 7.  | 2019年12月18日 | 釜山       | 釜山アジアド主競技場             | 韓国             | ●0-1 | 森保一 | EAFF E-1サッカー選手権2019                                      |
| 8.  | 2020年10月13日 | ユトレヒト | スタディオン・ハルヘンワールト   | コートジボワール | ○1-0 | 森保一 | 国際親善試合                                                    |
| 9.  | 2020年11月17日 | グラーツ   | メルクーア・アレーナ             | メキシコ         | ●0-2 | 森保一 | 国際親善試合                                                    |

### ゴール
| #  | 開催年月日     | 開催地 | スタジアム     | 対戦国 | 勝敗 | 試合概要                   |
| -- | -------------- | ------ | -------------- | ------ | ---- | -------------------------- |
| 1. | 2019年12月10日 | 釜山   | 九徳総合運動場 | 中国   | ○2-1 | EAFF E-1サッカー選手権2019 |

## 著書
- ムサシと武蔵（2021年2月27日、徳間書店、ISBN 978-4198652050）